# 櫻木瑶子
櫻木 瑶子（さくらぎ ようこ、1983年2月5日 - ）は、日本のフリーアナウンサー。2016年4月からは文部科学省の報道専門官を務めている。大臣官房総務課広報室所属。

## 経歴
岐阜県多治見市出身。名古屋外国語大学国際経営学部卒業。
2005年4月に中部ケーブルネットワーク (CCNet) に入社し、編成制作部に所属。当時CCNetが3つ設けていたコミュニティチャンネルのうち、CCNet KCTV（愛知県春日井市・小牧市在住者向けのチャンネル）の番組に出演していた。
2009年4月、中部ケーブルネットワークを退社してNHK名古屋放送局の契約キャスターになり、2012年3月まで同局の地域情報番組に出演した。
2012年4月からは日本スポーツ振興センター情報国際部に所属し、2012年ロンドンオリンピックの取材・リポートと2020年東京オリンピックの招致活動に携わった。
2013年10月、日本スポーツ振興センターを退職してキャスト・プラスに所属し、TBSニュースバードのキャスターになる。
2016年4月、文部科学省の新たなポストとして設けられた「文部科学大臣報道官」に就任する。任期は1年。

## 担当番組
- C・ステーション（CCNet KCTV） - 金曜「一緒にあそぼっ！」リポーター
- ほっとイブニング（NHK名古屋放送局、2009年4月 - 2012年3月） - キャスター、「ふるさと探検」リポーター
- TBSニュースバード放送番組（2013年10月 - 2016年3月） - キャスター
- Nスタ（TBS） - リポーター
- 満足！トレンドナビ（BS-TBS） - 不定期リポーター